# Médaille d'honneur de la Volkspolizei

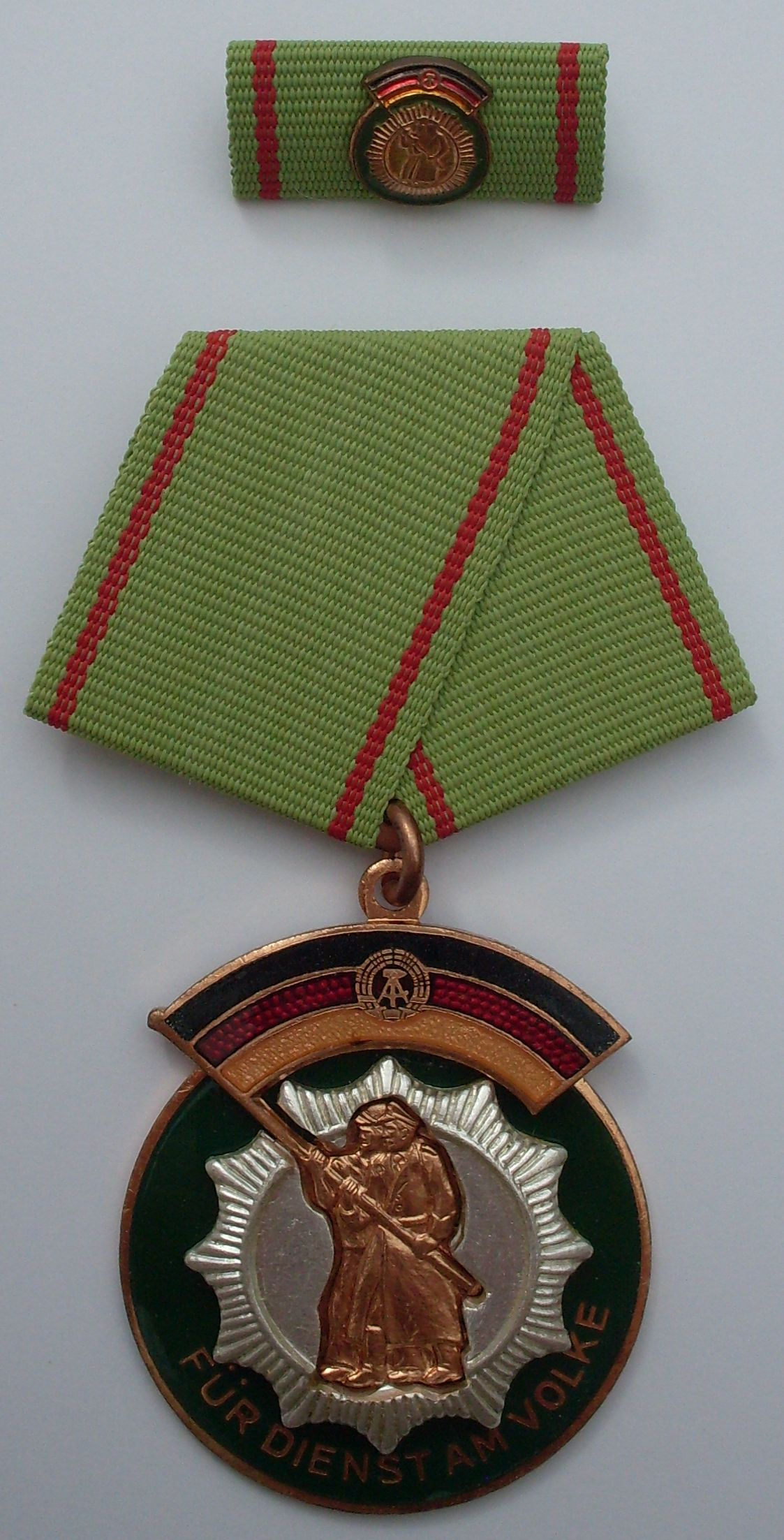
Quatrième forme de la médaille d'honneur de la Volkspolizei.

La médaille d'honneur de la Volkspolizei était décernée par en République Démocratique Allemande (RDA). Elle a été créée par Nikolai Erastovich Bersarin, le 12 mai 1945, et a été décerné pour la première fois le 1er juin 1949  à des membres de la Volkspolizei. Les premiers décorés de cette médaille étaient Erich Mielke et Kurt Fischer. Elle était remise pour  un engagement total dans la construction globale du socialisme et la consolidation du pouvoir des ouvriers et des paysans, mais aussi pour le courage personnel. À partir de 1956, elle était décernée non seulement à des individus, mais aussi à des collectifs et à des services entiers.

## Apparence et port de la médaille

### Première forme (1949-1955)
La médaille a un fond vert et un diamètre de 35 mm. Elle présente au centre de son avers une étoile de police argentée, avec, en dessous, la transcription suivante  : FÜR DIENST AM VOLKE (Pour un service au peuple). Deux personnes de couleur dorée portant le drapeau de la RDA sont au centre de l'étoile de police argentée. Du point de vue de l’observateur, un ouvrier est à gauche et un policier est à droite, tous deux portants ensemble un drapeau noir-rouge-or qui s’étend à 5 mm au-dessus du haut de la médaille. Sur le champ noir et le champ rouge est écrit en or  : DEM VORBILDLICHEN / VOLKSPOLIZISTEN  (Le policier modèle). Le revers de la médaille est lisse. Jusqu’à la remise des 700 premières médailles, elle était en bronze, puis en fer de la 701e à 1500e, puis à nouveau en bronze jusqu’à la 8000e. La médaille était portée sur la partie supérieure gauche de la poitrine. La partie pentagonale est recouverte d’un tissu vert clair sur lequel deux bandes rouges de 1,5 mm de largeur sont tissées à 2 mm du bord.

### Deuxième forme (1956-1962)
La deuxième forme de la médaille est identique à la première, mais avec la différence qu’il n’y a pas d'inscription sur le drapeau. Les numéros de fabrication, également visibles au verso, vont de 6001 à 8000. La médaille était portée sur la partie supérieure gauche de la poitrine. La partie pentagonale était recouverte d’un tissu vert clair sur lequel deux bandes rouges de 1,5 mm de largeur sont tissées à 2 mm du bord.

### Troisième forme (1963-1964)
La troisième forme de la médaille n’a pas changé, même la manière de la porter. Toutefois, cette forme montrait les armoiries d’État de la RDA, au centre du drapeau. L’aiguille placée au dos de la médaille était soudée horizontalement à partir de 1964. À partir de cette date, un éventuel numéro de fabrication n’était plus attribué. Le ruban de rappel est resté le même, montrant la miniature de 15 mm de haut de l’ordre.

### Quatrième forme (1965-1990)

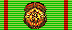
Ruban de rappel de la quatrième forme.

La quatrième et dernière forme de la médaille, apparue à partir de 1965, est identique à la précédente. Elle est portée sur une agrafe pentagonale ayant le même ruban que les formes précédentes. Le ruban de rappel était comme les précédents, sauf que la miniature de la médaille ne faisait plus que 10 mm de haut.